# Uromastyx benti
Espèce
Synonymes
- Aporoscelis benti Anderson, 1894
- Uromastix simonyi Steindachner, 1899

Statut de conservation UICN

 LC  : Préoccupation mineure
Statut CITES
Uromastyx benti est une espèce de sauriens de la famille des Agamidae.

## Répartition
Cette espèce se rencontre en Oman et au Yémen.

## Étymologie
Cette espèce est nommée en l'honneur de Theodore Bent (1852–1897).

## Publication originale
- Anderson, 1894 : On two new species of agamoid lizards from the Hardramut, South-Eastern Arabia. Annals and Magazine of Natural History, sér. 6, vol. 14, p. 376-378 (texte intégral).